# Elvira Roca Barea
María Elvira Roca Barea (El Borge, Málaga, 1966) es una escritora y profesora española. Licenciada en Filología Clásica y Filología Hispánica, y doctora en Literatura medieval. 
Además de su labor investigadora, ha ejercido como profesora en la enseñanza pública, es autora de varios ensayos históricos y su trayectoria ha sido reconocida con distinciones como el Premio Espasa (2019).

## Biografía
Nacida en El Borge, un pequeño pueblo de la comarca de la Axarquía, Málaga, se licenció en filología clásica por la Universidad de Málaga en 1989. Su memoria de licenciatura se publicó bajo el título de La estética del discurso en las Cartas de Plinio el Joven. Realizó cursos de doctorado en la Universidad de Málaga, bajo la dirección de Antonio Alberte González y en la Universidad François-Rabelais de Tours (Francia) sobre lengua y literatura francesa, retórica y paleografía, que le servirán para su doctorado en literatura medieval que obtuvo cum laude por unanimidad del jurado en 1995 con la tesis Edición crítica y estudio del arte predicatorio «ad noticiam artis predicandi».
En 1999 se licenció en filología hispánica, comenzando a trabajar como profesora de literatura y lengua españolas en un instituto de educación secundaria.
Ha trabajado en el Consejo Superior de Investigaciones Científicas (CSIC) y ha impartido clases en la Universidad de Harvard. Es, asimismo, conferencista y articulista en diarios como El Mundo o El País, además de escritora. Igualmente ha publicado artículos sobre filología, literatura e historia en revistas especializadas como el Anuario de Estudios Medievales, Helmantica: revista de filología clásica y hebrea o la Revista de Filología Española.
En 2016 publicó el best seller Imperiofobia y leyenda negra: Roma, Rusia, Estados Unidos y el Imperio español ( con más de 150 000 ejemplares vendidos en 2022), con repercusión mediática y académica que ha suscitado críticas por supuesta tergiversación y uso incorrecto de citas, así como manipulación y falseamiento del contexto histórico. La autora se defendió de tales acusaciones en un artículo en El Mundo. Otros nombres del mundo académico han valorado positivamente la obra, entre ellos Fernando García de Cortázar, Agustín García Simón, Manuel Lucena Giraldo, Mario Vargas Llosa o Miguel Martínez.
En 2018 fue galardonada con la Medalla de Andalucía.
En 2022 declaró que consideraba beneficioso para España que Cataluña se independizase.
En 2023 publicó Las brujas y el inquisidor, una novela sobre los juicios de las "brujas" de Zugarramurdi y la sobresaliente actuación del inquisidor Alonso de Salazar.

## Imperiofobia y leyenda negra: Roma, Rusia, Estados Unidos y el Imperio español
Es un ensayo histórico publicado por primera vez en 2016 por Ediciones Siruela. Dos años después, el libro figuraba como el ensayo más vendido de la última década con 25 ediciones. La obra pretende la construcción de un discurso sobre la mala fama sobrellevada por los constructores de imperios, generalizando características comunes a lo largo de un período histórico extenso. En su apartado dedicado a la hispanofobia, la obra defiende que, a diferencia del británico, el alemán y el belga, el Imperio español tuvo una política de inclusión y mestizaje, no de exclusión, haciendo hincapié en que el problema de España ha sido interiorizar que el español fue el más sanguinario. Acogida favorablemente en la prensa diaria, cuenta con casi quinientas páginas, dieciséis capítulos, 716 notas a pie de página y una bibliografía de catorce obras diferentes.
El libro ha recibido tanto críticas favorables como negativas. De entre las primeras, la historiadora, catedrática de Historia y presidenta de la Real Academia de la Historia, Carmen Iglesias Cano, opinó que «...su magnífico libro Imperiofobia y leyenda negra. Si hay alguien que todavía no lo ha leído, lo recomiendo vivamente. Es un libro magníficamente escrito, con soltura, con una documentación exhaustiva y totalmente rigurosa...».
Mario Vargas Llosa opinó que el libro de María Elvira Roca Barea es entretenido a la vez que muestra una rigurosa erudición. Y lo califica de «aguerrido, profundo, polémico» para terminar afirmando que «hace tiempo que no leía un libro tan ameno y estimulante».
El historiador Fernando García de Cortázar —catedrático de Historia Contemporánea de la Universidad de Deusto, director de la Fundación Vocento y Premio Nacional de Historia 2008— opinó que con la obra de Elvira Roca volvemos a tomar conciencia de «hasta qué punto toda la historia de España estaba tergiversada y había sido manipulada para ofrecer de ella una visión absolutamente negativa y contraria, por supuesto, al progreso de la civilización».
El historiador y escritor Agustín García Simón calificó la obra de extraordinaria destacando su capacidad de refutación. Destacó el concepto de Imperio en contraposición con el de Estado, y la reacción furibunda que estalla en algunos lugares sometidos hasta convertirse en un prejuicio racista o leyenda negra. Opinó que el libro es imprescindible para comprender cuestiones asumidas con prejuicios lacerantes.
Manuel Lucena Giraldo, historiador y doctorado en Historia de América, investigador del CSIC especializado en Estudios Comparados del Caribe y Mundo Atlántico, destaca entre lo mejor del libro que Elvira Roca aporta datos y argumentos alternativos que permiten abrir numerosas brechas al relato negativo de la historia de España, concluyendo que la leyenda negra crece fruto de los complejos españoles y la pulsión de la autohumillación católica.
La obra también ha recibido críticas desfavorables. El historiador Miguel Martínez, profesor de la Universidad de Chicago, opina en un artículo para la revista CTXT de diciembre de 2017 que el libro de Roca Barea «dice muchas verdades» y «está muy bien documentado». Añade que algunas de «las puntualizaciones de Roca Barea sobre la Inquisición española, la administración imperial de América o las guerras de propaganda entre las potencias europeas de la edad moderna gozan de amplio consenso entre los historiadores». Sin embargo rechaza que Roca Barea presente, según su opinión, a los imperios como «víctimas» en lugar de como agresores. Argumenta que pese al consenso entre los historiadores, también contiene «demasiadas inexactitudes y errores» y peca de sesgo ideológico. Martínez sostuvo que Roca omite datos relevantes que contradirían su visión del Imperio español como un ente tolerante y sin conflictos en su seno.
Por otra parte, el catedrático de Filosofía de la Universidad Complutense de Madrid José Luis Villacañas publicó el ensayo Imperiofilia y el populismo nacional-católico (Lengua de Trapo, 2019), como refutación de Imperiofobia. Aquel texto, según las declaraciones de Villacañas al diario El País en junio de 2019, sería «dañino y peligroso», carente de rigor intelectual, ajeno a los «parámetros de la investigación histórica y académica» y caracterizado por un «populismo intelectual reaccionario». A juicio de Villacañas, el interés subyacente que recorre la obra de Barea sería el planteamiento de un combate sempiterno de orden metafísico entre catolicismo (que Barea identificaría con «España») y el protestantismo (relativo al cual Barea adoptaría una visión anglófoba, germanófoba y neerlandófoba de la historia, mas, en una visión renovada del mito de la Hispanidad, no frontalmente antiestadounidense).
En opinión de Richard L. Kagan la explicación de la persistencia de la hispanofobia después de 1898 defendida por Roca Barea en la obra es «completamente insatisfactoria», señalando además lo exagerado de la importancia dada por Barea a la hispanofobia acontecida en el período posterior al franquismo.
El 20 de diciembre de 2019, Patricia R. Blanco publicó un artículo en el diario español El País, donde enumeró una lista de tergiversaciones, citas erróneas, cifras falsas y omisiones deliberadas empleadas a lo largo de Imperiofobia, varias de ellas compiladas anteriormente por Edgar Straehle, historiador que determina que María Elvira Roca Barea incurriría en una «reiterada mala praxis investigadora a lo largo de todo el libro», y otras descubiertas por el propio diario. Pocos días después, un centenar de personalidades firmaron un manifiesto en defensa de Elvira Roca, entre las que destacaron el filósofo Fernando Savater, el periodista Arcadi Espada y el dramaturgo Albert Boadella, fundadores del partido Unión Progreso y Democracia, así como otros como la escritora Isabel San Sebastián y el periodista Jorge Bustos. La autora, en un artículo en el diario El Mundo, contestó a las acusaciones de Patricia R. Blanco.
Tras leer este libro, el director José Luis López-Linares tomó la decisión de realizar el documental España, la primera globalización (2021). En el documental participó la propia Elvira Roca.

## Recepción
Barea es conocida especialmente por ser autora de algunos best sellers revisionistas sobre la historia de España. Su trabajo ha dividido opiniones, siendo bien recibido en sectores conservadores, mientras que diferentes autores de prestigio, especializados en la materia, han criticado fuertemente su obra, acusándola de falta de profesionalismo, tergiversando la historia para favorecer intereses nacional-católicos afines a la derecha española.

## Obras
- José Juan Berbel Rodríguez, ed. (1996). Teatro y predicación: la predicación como espectáculo en el bajo medievo y el Renacimiento. ISBN 84-8108-115-9.
- Edición crítica y estudio del arte predicatoria ad noticiam artis predicandi. Universidad de Málaga. 1997. ISBN 978-84-749-6499-8.
- El caballero de la piel de tigre, de Shota Rustaveli (Elvira Roca, trad.). Universidad de Málaga. 2003. ISBN 978-84-749-6994-8.
- Tratado militar de Frontino. Humanismo y caballería en el cuatrocientos castellano. Traducción del siglo XV, de Sexto Julio Frontino. CSIC. 2010. p. 488. ISBN 978-84-000-9263-4.
- Imperiofobia y leyenda negra: Roma, Rusia, Estados Unidos y el Imperio español. Ediciones Siruela. 2016. p. 363. ISBN 978-84-168-5423-3.
- 6 relatos ejemplares 6. Ediciones Siruela. 2018. ISBN 978-84-173-0886-5.
- Fracasología. España y sus elites: de los afrancesados a nuestros días. Madrid: Espasa. 2019. ISBN 9788467057010.
- Las brujas y el inquisidor. Madrid: Espasa. 2023. ISBN 9788467069235.

### Como coautora
- Albaladejo, Tomás; Roca Barea, María Elvira (1998). «La influencia de Cicerón y Quintiliano en las ideas sobre el estilo en las cartas de Plinio el Joven».  En Tomás Albaladejo, José Antonio Caballero López, Emilio del Río Sanz, ed. Quintiliano, historia y actualidad de la retórica 2. Minerva. ISBN 84-893-6239-4.
- Alberte González, Antonio; Roca Barea, María Elvira (1998).  Antonio Ruiz Castellanos, Antonia Víñez Sánchez, Juan Sáez Durán, ed. El estudio de las artes predicatorias status quaestionis. ISBN 84-778-6295-8.
- Alberte González, Antonio; Roca Barea, María Elvira (1999).  Matilde Conde Salazar, Antonio Espigares Pinilla, María José López de Ayala y Genovés, María Felisa del Barrio Vega, Ana María Aldama Roy, ed. Edición de artes predicatorias latinas medievales 1. ISBN 84-930-8251-1.

## Premios
- Premio Los Libreros Recomiendan 2018, otorgado por los libreros independientes españoles (CEGAL) por el ensayo Imperiofobia.[30]
- Medalla de Andalucía 2018.[31]
- Medalla de Honor 2018 de San Telmo.[32]
- Premio Héroes Olvidados 2019, otorgado por la Fundación Blas de Lezo por su labor de investigación, divulgación y defensa de la historia de España.[33]
- Premio Espasa 2019, por el ensayo Fracasología. España y sus élites: de los afrancesados a nuestros días.[34]
- Académica de Número de  la Academia Malagueña de Ciencias 2019. Ingresó en solemne sesión académica celebrada en el Salón de los Espejos del Ayuntamiento de Málaga. Discurso de ingreso: "Siglo XVIII: la historiografía española en el cambio de dinastía".
- Premio 1812 (2022) otorgado por el Club Liberal 1812.[35]´
- Premio Bernardo de Gálvez 2022.[36]
- Premio Primavera de Novela 2023 por su obra Las brujas y el inquisidor.[37]